# Herbert Ernst (Rennfahrer)
Herbert Carl Otto Ernst, geboren als Herbert Carl Otto Weubel (* 8. Januar 1893 in Breslau; † nach 1954), war ein deutscher Motorradrennfahrer und Unternehmer.

## Karriere
Herbert Ernst wurde als unehelicher Sohn der Meta geborenen Weubel geboren und später durch seinen Vater, den Fotografen Karl Reinhold Ernst, per Ehelichkeitsbescheinigung anerkannt. Ernst bekam die Motorrad-Leidenschaft von seinem Vater in die Wiege gelegt, der einer der ersten Motorradfahrer Schlesiens war. Ab 1913 betrieb Ernst erfolgreich den neu aufkommenden Motorradrennsport und verdingte sich nebenbei als Mechaniker.
1914 meldete sich Ernst freiwillig zum Ersten Weltkrieg und diente anfangs als Motorradfahrer an der Ostfront. Im Jahr darauf wurde er zu den Luftstreitkräften in Fliegerersatzabteilung (FEA) 4 nach Posen im damaligen Westpreußen abkommandiert und kam dort mit der Fliegerei in Kontakt. Am 8. Januar 1917 heiratete er im Rang eines Gefreiten in Oppeln die Kontoristin Ilse Erna Anni Schleisener, von der er sich aber bereits am 12. März 1918 wieder scheiden ließ. Noch 1917 wurde Ernst zum Unteroffizier befördert, ein Jahr später erzielte er seinen ersten Luftsieg. Bis zum Ende des Krieges im Jahr 1918 blieb er als Flieger an der Front und errang zahlreiche weitere Luftsiege.
Nach dem Ende des Ersten Weltkrieges widmete sich Herbert Ernst als einer der ersten wieder dem Motorsport und wurde 1924 auf A.J.S. Deutscher 350-cm³-Meister des Deutschen Motorsport Verbandes (DMV). 1926 gewann er den 350er-Lauf beim AVUS-Rennen in Berlin und 1927 mit Siegen beim Marienberger Dreieckrennen und beim Kolberger Bäderrennen auf seiner A.J.S. den zweiten deutschen Meistertitel in der 350er-Klasse.
In den 1920er-Jahren besaß Herbert Ernst in der Gartenstraße 53 in Breslau die Generalvertretung des englischen Herstellers A.J.S für Schlesien und Breslau. Von 1926 bis 1930 produzierte er mit seinen Firmen Ernst-Werke Motorenbau AG und Schlesische Motorenbau AG in der Steinauer Straße 12 a in Breslau selbst Motorräder, die als zuverlässig, robust und schnell galten. Die ersten Maschinen hatten von Richard Küchen konstruierte 350-cm³-Einzylindermotoren mit oben liegender Nockenwelle. Ab 1927 wurden die Ernst-Motorräder mit MAG-Einbaumotoren mit bis zu 1000 cm³ Hubraum produziert, weshalb die Bezeichnung Ernst mit dem Zusatz MAG versehen wurde. Besonders die 350er-Einzylinder- und die 500-cm³-V2-Maschinen waren bei Rennveranstaltungen mit den Rennfahrern Landolph Rhode, Edgar Kittner und Orlindo Geißler erfolgreich am Start. Ernst schied kurz nach Gründung des Produktionsbetriebs aus und konzentrierte sich auf seinen A.J.S.-Vertrieb. Die Ernst-MAG-Motorräder wurden dennoch weiter unter seinem Namen vertrieben.
Kurz vor Ende des Zweiten Weltkrieges floh Herbert Ernst vor der anrückenden Roten Armee aus Breslau in das oberösterreichische Haag am Hausruck, den Geburtsort seiner Ehefrau Lilli, und verlor damit sein gesamtes Hab und Gut. Wenig später zog er mit seiner Familie nach Mannheim, wo er im NSU/VW-Betrieb seines Freundes und ehemaligen Rennfahrerkollegen Ernst Islinger tätig war. Über Ernsts weiteres Leben ist nicht viel bekannt. Er starb nach 1954 nach schwerer Krankheit.

## Statistik

### Erfolge
- 1924 – Deutscher 350-cm³-Meister (DMV) auf A.J.S.
- 1927 – Deutscher 350-cm³-Meister auf A.J.S.

### Rennsiege
| Jahr | Klasse  | Maschine | Rennen                     | Strecke              |
| ---- | ------- | -------- | -------------------------- | -------------------- |
| 1926 | 350 cm³ | A.J.S.   | AVUS-Rennen                | AVUS                 |
| 1927 | 350 cm³ | A.J.S.   | Marienberger Dreieckrennen | Marienberger Dreieck |
| 1927 | 350 cm³ | A.J.S.   | Kolberger Bäderrennen      | Kolberg              |